# Каменка (Новониколаевский район, Запорожская область)
Каменка (укр. Кам'янка) — село,
Софиевский сельский совет,
Новониколаевский район,
Запорожская область,
Украина.
Код КОАТУУ — 2323685903. Население по переписи 2001 года составляло 50 человек.

## Географическое положение
Село Каменка находится на правом берегу реки Верхняя Терса,
ниже по течению на расстоянии в 0,5 км и на противоположном берегу
расположено село Софиевка.
Через село проходит автомобильная дорога Т-0408.